# Antiga Catedral de Sant Salvador del Congo
L'antigua Catedral de San Salvador del Congo (en portuguès: Catedral de São Salvador do Congo; coneguda popularment en kikongo com kulumbimbi), construïda a la fi del segle xv a la capital del regne del Congo, va ser una de les primeres catedrals catòliques a l'Àfrica subsahariana.

## Història

### Antecedents
En els seus viatges per la costa africana a inicis dels anys 1480, el navegant portuguès Diogo Cão va escoltar relats sobre un gran imperi que dominava el comerç a la regió. Cap a 1482 o 1483 la caravel·la portuguesa, capitanejada per Diogo Cão va arribar a la desembocadura del riu Congo, i va fer una visita al manikongo Nzinga Nkuwu (després anomenat João I) a Mbanza Kongo, ciutat fundada aquest mateix any i aleshores capital del regne del Congo, convencent-li que obrís el seu país als portuguesos, país sota el regnat de Joan II. Cao va tornar a Portugal, portant diferents emissaris del regne africà.
A Lisboa, aquests emissaris van ser batejats i convertits al catolicisme abans de tornar al seu regne, al que van arribar el 19 de desembre de 1490, a bord de tres navilis, enviats per Portugal, sota el comandament de Gonçalves de Sousa; al costat d'ells també van viatjar nombrosos missioners catòlics sota el papat d'Innocenci VIII, així com artesans fusters i soldats portuguesos, portant també amb ells mercaderies i regals per complimentar la cort congolesa.

### Construcció
La construcció com a simple església de la qual després seria catedral, va ser iniciada cap a 1491, sota João I, concretament, i d'acord amb els documents de l'època, entre el 6 de maig de 1491 i el 6 de juliol del mateix any; posteriorment seria reparada i ampliada cap a 1534, sota el regnat de Afonso I. Cap a 1570, sota el regnat d'Álvaro I del Congo, els pobles jaga de l'est van prendre breument la ciutat, incendiant l'església, que més tard va ser reconstruïda.
Va ser elevada a l'estatus de catedral en 1596, ja sota el rei Álvaro II del Congo. Aquest mateix monarca va intentar en 1613, a través del papa Pau V, que el rei de Portugal es fes càrrec del cost del manteniment dels bisbes i els canonges de la catedral.

### Decadència
La ciutat va ser saquejada en diverses oportunitats durant les guerres civils que van seguir la batalla de Mbwila de 1665, la primera d'elles en 1668, i va ser abandonada en 1678, després de ser arrasada per les tropes del pretendent al tron Pedro III, quedant la catedral en ruïnes. L'urbs va ser reocupada breument pels diferents prínceps en disputa, així: per Manuel I (amb el suport de la Princesa de Soyo) en 1690, per João II en 1696 i una mica més tard, aquest mateix any, per Pedro IV, les tropes del qual, durant la seva breu estada, van buidar l'àrea de la catedral i de la plaça central de la ciutat. En els primers anys del segle xviii, el mateix Pedro IV del Congo, va enviar colons a ocupar l'antiga capital ara abandonada, però no va ser sinó fins a 1705 quan es va establir una població permanent a la ciutat, amb els seguidors de la líder religiosa Beatriz Kimpa Vita, capdavantera de la heretgia antonianista, qui es va instal·lar en les restes de la catedral i els va convertir en la seva residència. La ciutat va ser restablida com a capital del Regne per Pedro IV en 1709, però la catedral, ja en ruïnes, no va ser rehabilitada.

### Segles XIX i XX
D'acord amb un testimoniatge de 1879, aleshores la façana oest havia caigut i el sostre havia desaparegut. L'altar major estava cobert de petites falgueres, però en bones condicions. Hi havia una capella de la Verge en el costat nord de la nau, i una sagristia en el costat sud del presbiteri. En l'actualitat només romanen algunes de les estructures de la nau central.
Les ruïnes de l'antiga catedral van ser visitades pel papa Joan Pau II al juny de 1992, durant la seva visita a Angola.

### Actualitat
En 2010 es va anunciar un pla de restauració de les restes de l'antiga catedral i del conjunt arquitectònic annex de cara a ser considerat per la UNESCO com Patrimoni de la Humanitat, comprenent l'àrea coneguda com a Cidade Velha.